# 變異因子 (洛基)
〈變異因子〉（英語：The Variant）是美國超級英雄類型的網路影集《洛基》的第一季的第二集，本集由艾莉莎·克拉希克（Elissa Karasik）編劇，凱特·赫倫執導，於2021年6月16日在Disney+首播。本集为漫威電影宇宙的系列作品之一，與漫威電影宇宙系列電影處於同一架空世界和共同世界。湯姆·希德斯頓繼續飾演漫威電影宇宙系列電影中的角色洛基，主演還包括蘇菲雅·迪馬蒂諾、古古·瑪芭塔-勞、烏米·馬薩庫、尤金·科德爾、莎夏·蓮恩、塔拉·史壯和歐文·威爾森。

## 劇情
獵人C-20帶領瞬息特警小隊來到1985年的美國威斯康辛州奧什科什，卻遭遇洛基的一名變體。變體附身在獵人C-20的體內並擊敗其他隊員，隨後啟動時光門並帶走獵人C-20。時間變異管理局感知到變異事件，於是派遣洛基和梅比斯·M·梅比斯來到1985年。洛基聲稱變體正在密謀一個更深遠的陷阱。獵人B-15眼看時間分支即將到達警戒線，於是將此處的時間重設。梅比斯說服拉芙娜·洛斯蕾爾法官繼續利用洛基追捕變體。
洛基查閱時間變異管理局的檔案文件時看到關於阿斯嘉的毀滅和諸神黃昏的訊息，於是猜想變體躲藏於世界末日事件發生之前。他向梅比斯解釋道，變體如此行事將不會觸發任何時間分支，因為所有變異事件將會因為末日事件的發生而不復存在，因此時間變異管理局始終無法探測她的存在。洛基和梅比斯又來到公元79年，即將被火山灰覆蓋的龐貝古城，因而證實了這個猜想。梅比斯想起在案發現場出現的「家寶兒」糖果，依據這個線索來到2050年的阿拉巴馬州希文山，這裡即將被颶風摧毀。梅比斯找到獵人C-20，她稱自己已經向變體透露時間守護者的位置所在。與此同時，洛基正面遭遇他的變體，披著斗篷的女洛基。她同時啟動蒐集到的諸多重設裝置，瞬間創建出多重時間分支，「引爆」神聖時間線。時間變異管理局派出大量瞬息特警應對突發事件。變體啟動時光門離開希文山。追蹤而來的梅比斯和瞬息特警目睹洛基跟隨變體進入時光門。

## 製作

### 開發
2018年9月，報道稱漫威影業正在為該平台開發數個迷你網路影集，其中包括以洛基為主要角色的影集。2018年11月，迪士尼首席執行官羅伯特·艾格確認該影集正在開發中，湯姆·希德斯頓繼續飾演漫威電影宇宙系列電影中的角色洛基。2019年2月，麥可·沃爾德倫被選定為節目統籌兼執行製片人。8月，凱特·赫倫被聘為影集導演。麥可·沃爾德倫、凱特·赫倫和主演湯姆·希德斯頓以及漫威影業的凱文·費吉、路易斯·德·埃斯波西托（Louis D'Esposito）、維多莉亞·阿隆索和斯蒂芬·布魯薩德（Stephen Broussard）擔當執行製片人。本集標題為〈變異因子〉（The Variant），由艾莉莎·克拉希克（Elissa Karasik）編劇。

### 選角
本集的主要角色包括湯姆·希德斯頓飾演的洛基、蘇菲雅·迪馬蒂諾飾演的變體、古古·瑪芭塔-勞飾演的拉芙娜·洛斯蕾爾、烏米·馬薩庫飾演的獵人B-15、尤金·科德爾飾演的凱西（Casey）、莎夏·蓮恩飾演的獵人C-20、塔拉·史壯聲演的分鐘小姐和歐文·威爾森飾演的梅比斯·M·梅比斯:49:49–50:29。
此外，尼爾·艾利斯（Neil Ellice）飾演獵人D-90（Hunter D-90）。盧修斯·巴斯頓飾演男性店員。奧斯汀·弗里曼（Austin Freeman）飾演南迪（Randy）。霍克·沃爾茨（Hawk Walts）飾演壯漢:51:15。

### 拍攝
主體拍攝在喬治亞州亞特蘭大的松林製片廠開機:9。凱特·赫倫擔當導演，奧特姆·杜拉德·阿卡波擔當攝影指導:2。製作組開始在亞特蘭大都會區取景拍攝，亞特蘭大馬奎斯萬豪酒店在影集中被布置成時間變異管理局的總部。本集中洛基通讀檔案文件的鏡頭借鑒自大衛·芬奇執導的1995年電影《七宗罪》。

### 特效
後期特效製作公司包括、和:52:25–52:45。

### 音樂
約翰·塞巴斯蒂安·巴哈創作的第3號管弦組曲出現於本集之中，該組曲同樣出現於電影《七宗罪》之中。特雷門琴演奏家克萊拉·洛克摩爾演奏的〈天鵝〉（"The Swan"）也出現於本集之中，特雷門琴也被用於凱特·赫倫和作曲家娜塔莉·霍爾特為影集創作的原聲音樂之中。邦妮·泰勒的歌曲出現於本集之中。

## 發行
〈變異因子〉於2021年6月16日在Disney+首播。

## 迴響
〈變異因子〉得到整體好評。根据評論匯總网站爛番茄汇总的37篇评论文章，95%的评论家给予该作正面评价，使之獲得「認證新鮮」標識，平均打分为7.7分（满分10分）。

## 備註
1. ↑  參見2017年電影《雷神索爾3：諸神黃昏》。

## 資料來源
1. ↑  Kroll, Justin. . Variety. 2018-09-18  [2018-09-18]. （原始内容存档于2018-09-19） （美国英语）.
2. ↑  Chmielewski, Dawn C.; Hipes, Patrick. . Deadline Hollywood. 2018-11-08  [2018-11-09]. （原始内容存档于2018-11-08） （美国英语）.
3. ↑  Kit, Borys. . The Hollywood Reporter. 2019-02-15  [2019-02-18]. （原始内容存档于2019-02-18） （美国英语）.
4. 1 2  Vejvoda, Jim. . IGN. 2019-08-24  [2019-08-24]. （原始内容存档于2019-08-24） （美国英语）.
5. ↑  Anderson, Jenna. . ComicBook.com. 2021-05-19  [2021-05-19]. （原始内容存档于2021-05-20） （美国英语）.
6. ↑  Allen, Nick. . RogerEbert.com. 2021-06-08  [2021-06-08]. （原始内容存档于2021-06-08） （美国英语）.
7. 1 2 3  Karasik, Elissa. . . 第1季. 第2集. 2021-06-16  [2021-06-16]. Disney+. （原始内容存档于2021-06-18） （美国英语）.片尾演職員表於48:27開始。
8. ↑  Sandberg, Bryn Elise. . The Hollywood Reporter. 2020-07-02  [2020-07-02]. （原始内容存档于2020-07-02） （美国英语）.
9. 1 2   (PDF). Disney Media and Entertainment Distribution.   [2021-06-06]. （原始内容存档 (PDF)于2021-06-06） （美国英语）.
10. ↑  Fisher, Jacob. . Discussing Film. 2019-11-16  [2019-11-17]. （原始内容存档于2019-11-16） （美国英语）.
11. ↑  Walljasper, Matt. . Atlanta. 2020-02-29  [2020-03-02]. （原始内容存档于2020-03-02） （美国英语）.
12. ↑  Whitbrook, James. . io9. 2021-04-05  [2021-04-05]. （原始内容存档于2021-04-05） （美国英语）.
13. 1 2 3  Davids, Brian. . The Hollywood Reporter. 2021-06-09  [2021-06-09]. （原始内容存档于2021-06-09） （美国英语）.
14. ↑  Frei, Vincent. . Art of VFX. 2021-05-19  [2021-06-07]. （原始内容存档于2021-06-07） （美国英语）.
15. ↑  Siede, Caroline. . The A.V. Club. 2021-06-16  [2021-06-16]. （原始内容存档于2021-06-16） （美国英语）.
16. ↑  . The Futon Critic.   [2021-06-16]. （原始内容存档于2021-06-16） （美国英语）.
17. ↑  . Rotten Tomatoes. Fandango Media.   [2021-08-07] （美国英语）.

## 外部連結
- 互联网电影数据库上變異因子的资料（英文）
- 漫威官網提供的本集指南 （页面存档备份，存于）
- 漫威官網提供的本集回顧 （页面存档备份，存于）